# 110 propositions pour la France

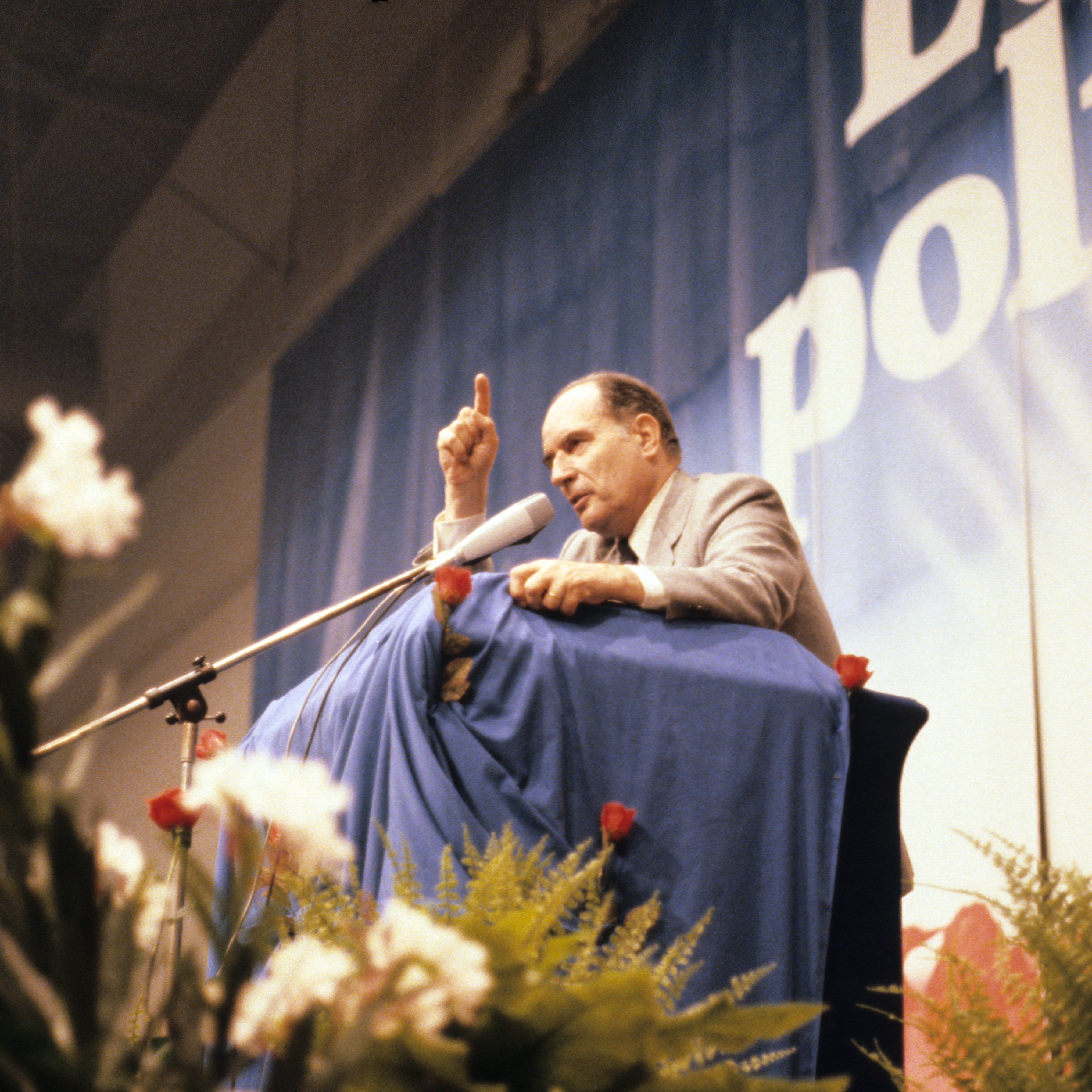
François Mitterrand en meeting de campagne présidentielle à Strasbourg le 19 avril 1981.

110 propositions pour la France est un texte d'orientation politique présenté par le Parti socialiste et François Mitterrand pour l'élection présidentielle française de 1981. Ce texte s'inspire du programme commun (signé en 1972 avec le PCF) et a marqué la plupart des réformes faites par le gouvernement dans les années qui ont suivi.

## Résumé
Le texte est en quatre parties. L'introduction précise la conception du programme et indique qu'une dissolution parlementaire suivra pour appliquer les propositions.
La première s'intitule La paix : une France ouverte sur le monde et prône plusieurs mesures liées aux affaires étrangères : opposition à la guerre d'Afghanistan et aux dictatures d'Amérique latine, soutien à Solidarność, paix au Moyen-Orient, défense du droit à l'autodétermination, désarmement, contrôle nucléaire, opposition aux euromissiles, soutien au plan Nord-Sud, nouveau système monétaire mondial, application et réforme du traité de Rome et du Marché commun, réflexion sur le troisième élargissement de la communauté européenne et création d'un conseil des peuples méditerranéens.
La seconde, L'emploi : la croissance sociale par la maîtrise de l'économie, est centrée sur l'aspect économique et l'investissement : plan de relance, investissement, grands travaux, soutien à la recherche, création d'emplois, planification, nationalisations, renforcement syndical, 35 heures, protection des locataires, augmentation du SMIC et des indemnités, nouvelle base de la TVA, impôt sur les grandes fortunes, moratoire sur le nucléaire, économie d'énergie, réforme de l'agriculture, de la pêche et de la PAC.
La troisième, La liberté des femmes et des hommes responsables et porte sur un aspect plus social : quinquennat présidentiel, limitation du vote bloqué, représentation proportionnelle pour plusieurs scrutins, députés représentant des Français de l'étranger, moralisation judiciaire de la vie publique, réforme du conseil supérieur de la magistrature, fin des lois liberticides, abrogation de la peine de mort, décentralisation avec répartition des ressources, promotion des langues régionales, renforcement des DOM-TOM, comité d'entreprise renforcé, égalité homme-femme, féminisme, valorisation des allocations familiales, construction massive de crèches, institut de l'enfance et de la famille, éligibilité électorale élargie, suppression de la vignette moto, protection des immigrés contre les discriminations avec droit de vote des étrangers aux élections municipales, retraite à 60 ans pour les hommes et à 55 ans pour les femmes, renforcement de la sécurité sociale, suppression de l'ordre des médecins, impôt déclaratif foncier, service public unifié de l'éducation nationale, vingt-cinq élèves maximum par classe, presse, télévision et radios libres et pluralistes, développement de la recherche, soutien à la création culturelle, prix unique du livre, charte de l'environnement, lutte contre les pollutions de l'eau et de l'air.
La quatrième, La France : un pays libre et respecté, est centré sur la diplomatie et les affaires étrangères : service national réduit à six mois, cohésion renforcée de l'Europe, développement des relations avec l'Union soviétique, la Chine, les pays non alignés d'Afrique, relations étroites avec le Québec.

## Élaboration
À l'approche du congrès de Créteil, François Mitterrand demanda à des proches dont Michel Charasse et Jacques Attali d'extraire des mesures provenant des textes des congrès socialistes antérieurs, des résolutions du comité directeur et du programme commun. 393 mesures sont prises, qui augmentèrent à plus de 400 avec les ajouts de Régis Debray. Lors du congrès, la commission des résolutions, présidée par Pierre Bérégovoy, les réduisit à 110, unanimement approuvées.

## Bilan de l'application des propositions
- La 1re et la 3e proposition, demandant respectivement le retrait des troupes soviétiques d'Afghanistan et le soutien à Solidarność, sont formulés clairement dans le but de se démarquer du stalinisme et de l'Union soviétique. Pour le syndicat polonais, la promesse est mitigée à la suite de la passivité face à la loi martiale de la Pologne communiste et à la visite en 1985 du général Jaruzelski[2].
- La 2e proposition qui critique les dictatures d'Amérique latine (Argentine, Pinochet, plan Condor), s'incarne dans le discours dit de Cancún (prononcé à Mexico) de François Mitterrand le 20 octobre 1981[3], suivi d'une reconnaissance de la guérilla salvadorienne comme interlocuteur politique[4] et la livraison d'armes au Nicaragua[5].
- La 5e proposition, sur la résistance face à la Jamahiriya arabe libyenne, se concrétise avec les opérations Manta et Épervier. Pour le Cambodge, il y eut l'amitié avec le roi Sihanouk[6].
- La 6e et 8e propositions sont marquées par la crise des euromissiles[7].
- La 10e résolution critique le panier des monnaies cinq ans après les accords de la Jamaïque qui reconnaissaient les DTS du FMI et prône l'interventionnisme économique. Bien qu'une régulation soit initiée en 1985 avec les accords du Plaza signés par le G5, elle est démantelée à la suite des accords du Louvre de 1987[8].
- La 13e proposition prône un conseil des peuples Méditerranéens, loin de l'Union pour la Méditerranée[9].
- La 15e proposition qui prône l'industrialisation massive est interrompue à la suite du tournant de la rigueur et de la suppression de planification[10].
- La 16e proposition, sur les grands travaux, se limitèrent au domaine culturel[11].
- La 21e proposition qui recommande l'extension du secteur public avec l'acquisition par l'État des grandes entreprises des industries-clés comme la sidérurgie, l'armement, l'aérospatiale, la chimie et la finance- sera appliquée par la loi de nationalisation du 11 février 1982.
- La 23e proposition ne sera pas intégralement appliquée, la durée du travail n'étant réduite qu'à 39 heures en 1982. Le passage à 35 heures sera mis en place par Martine Aubry sous le gouvernement Jospin.
- La 25e proposition pour protéger les locataires et le bail civil est concrétisée par la loi Quillot de 1982 et la loi Mermaz de 1989[12].
- La 34e proposition débouchera effectivement sur la création d'un impôt sur les grandes fortunes. Il sera supprimé en 1986 par la droite revenue au pouvoir et rétabli en 1988 après la réélection de François Mitterrand.
- La 38e proposition ne sera pas tenue. Effectivement aucun referendum ne sera réalisé sur la question nucléaire, et trois nouvelles centrales prendront place sur le territoire français pendant que François Mitterrand sera au pouvoir.
- La 45e proposition ne sera pas appliquée sous les présidences de François Mitterrand. Le mandat présidentiel sera réduit à une durée de cinq ans à la suite du référendum de 2000 (organisé par Jacques Chirac, effectif à son deuxième mandat).
- La 46e proposition fut appliquée médiocrement, Mitterrand nommant Robert Badinter président du conseil constitutionnel quand il devait en réduire les prérogatives pour les restaurer au parlement. Si durant le premier septennat, les contraintes subies au Parlement furent limitées, le second mandat, à travers la IXe législature, ne donne qu'une majorité relative fragile à l'assemblée, le gouvernement appliquera très souvent le vote bloqué et le 49-3[13].
- La 47e proposition débouchera sur l'instauration du scrutin proportionnel aux élections législatives, municipales et régionales. Il est appliqué pour les élections législatives de 1986. Elle sera abrogée en 1987 par le gouvernement Chirac. Une dose de proportionnelle a été instituée en 1982 pour les élections municipales de 1983 ; elle est désormais dans les mœurs.
- La 48e proposition, sur les députés des français de l'étranger, ne fut concrétisée qu'avec la réforme constitutionnelle de 2008[14].
- La 52e proposition est tenue[15].
- La 53e proposition sera appliquée et la peine de mort supprimée en 1981.
- La 54e proposition débouchera effectivement sur l’acte I de la décentralisation de l'État français en 1982–1983. Mais le « département basque » ne sera pas créé[15].
- La 55e proposition fut limitée sur le secret de l'administration, et la commission d'accès aux documents administratifs a des prérogatives très faibles[16].
- La 56e proposition sur l'enseignement des langues régionales, est faiblement appliqué car garanti depuis 1951[17].
- La 58e proposition sur la concertation des DOM-TOM rencontre une opposition massive et fut censuré par le conseil constitutionnel[18].
- La 73e proposition aboutit à la création d'un Institut de l'enfance et de la famille en 1984 mais la droite s'y désintéresse, fusionne la société avec le centre international de l'enfance qui cesse ses activités en 1999.
- La 80e proposition n'aboutira pas à ce que soit accordé le droit de vote aux immigrés lors des élections municipales.
- La 85e proposition, la suppression de l'ordre des médecins, n'a pas été concrétisée.
- La 90e proposition, sur la création d'« un grand service public, unifié et laïque de l'éducation nationale », traduite par le projet de loi Savary en 1984, a été mise en échec par le « Mouvement de l'École libre ».
- La 94e proposition prévoit au nom d'une « information libre et pluraliste » dans l'information la création d'un conseil de l'audiovisuel de manière ou les représentants de l'État sont minoritaires, afin de couper le cordon ombilical entre le pouvoir politique et l'information. Tout parti politique, personnalité ou particulier mis en cause dans les médias peut désormais faire des recours. Une Haute Autorité de la communication audiovisuelle, présidée par Michèle Cotta, sera créée en juillet 1982 mais le gouvernement Chirac la remplacera en 1986 par la Commission nationale de la communication et des libertés, elle-même remplacée en 1989 par le Conseil supérieur de l'audiovisuel (CSA) après le retour de la gauche au pouvoir. Le CSA fusionnera en 2022 avec la Haute Autorité pour la diffusion des œuvres et la protection des droits sur internet (Hadopi) pour former l'Autorité de régulation de la communication audiovisuelle et numérique (Arcom).
- La 100e proposition sera appliquée : la loi Lang de 1981 imposera un prix unique pour les livres.